# Жорди Кройф
Жорди Кройф (собственото име на каталонски, фамилията на нидерландски: Jordi Cruijff, произнася се на холандски Йорди Кройф, на испански Хорди Кройф), роден на 9 февруари 1974 в Амстердам, е холандски футболист, син на Йохан Кройф.
Жорди е привлечен в Манчестър Юнайтед от испанския гранд Барселона през 1996 за 1,5 милиона британски лири след доброто му представяне в холандския национален отбор на европейското първенство по футбол. За да излезе от сянката на известния си баща, на фланелката на Жорди Кройф е изписано първото му име – Jordi.

## Кариера
Жорди Кройф играе в съставите на:
- Б отбор на Барселона (Испания) 1992 – 1994
- Барселона (Испания) 1994 – 1996
- Манчестър Юнайтед (Англия) 1996 – 1999
- Селта де Виго (Испания) 1999 – 2000
- Депортиво Алавес (Испания) 2000 – 2003
- Еспаньол (Испания) 2003 – 2004
- Металург Донецк (Украйна) 2006 – 2009
- Валета (Малта) от 2009

След европейското първенство през 1996, Жорди често бива пренебрегнат при селекцията на холандския национален отбор. Оттогава насам има 9 участия в националния отбор и е отбелязал един гол.
|  | Тази страница частично или изцяло представлява превод на страницата Jordi Cruyff и страницата Jordi Cruyff в Уикипедия на английски и испански език. Оригиналните текстове, както и този превод, са защитени от Лиценза „Криейтив Комънс – Признание – Споделяне на споделеното“, а за творби, създадени преди юни 2009 година – от Лиценза за свободна документация на ГНУ. Прегледайте историята на редакциите на оригиналните страници тук и тук, за да видите списъка на техните съавтори. ВАЖНО: Този шаблон се отнася единствено до авторските права върху съдържанието на статията. Добавянето му не отменя изискването да се посочват конкретни източници на твърденията, които да бъдат благонадеждни. |